# Zamarada pyrocincta
Zamarada pyrocincta är en fjärilsart som beskrevs av George Francis Hampson 1910. Zamarada pyrocincta ingår i släktet Zamarada och familjen mätare. Inga underarter finns listade i Catalogue of Life.